# Iontový zdroj
Iontový zdroj je zařízení, které vytváří atomové a molekulární ionty. Iontové zdroje se používají k tvorbě iontů pro hmotnostní spektrometry, optické emisní spektrometry, urychlovače částic, atd.

## Ionizace elektrony

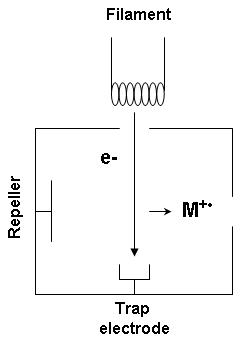
Schéma ionizační komory, kde elektrony emitované z vlákna ionizují plyn v komoře

Když elektron zasáhne atom nebo molekulu, existuje šance, že během nárazu bude z částice odstraněn jeden nebo více elektronů. Atom nebo molekula je pak přeměněna na ion. Iontové zdroje využívající ionizaci nárazem elektronů fungují v praxi tím, že dodávají elektrony (obvykle z katody) urychlené na energii dostatečnou k vyvolání ionizace materiálu v komoře. Vytvořené ionty jsou pak extrahovány externím polem.

## Plazmový zdroj
Na základě podobného principu ionizace elektronů vytváří zdroj iontů plazmu se zvyšující se hustotou iontů a elektronů ve zdroji. Vytvoření významného počtu iontů a elektronů z počátečního plynu povede k vzniku výboje. Výhodou těchto elektrických výbojů je to, že obsahují velká množství iontů, které mohou být znovu extrahovány jako iontový paprsek.